# Fuirena breviseta
Fuirena breviseta är en halvgräsart som först beskrevs av Frederick Vernon Coville, och fick sitt nu gällande namn av Frederick Vernon Coville. Fuirena breviseta ingår i släktet Fuirena och familjen halvgräs. Inga underarter finns listade i Catalogue of Life.